# رامون راموس
رامون راموس مواليد 20 نوفمبر 1967 في بورتوريكو، هو لاعب كرة سلة سابق من بورتوريكو. مثّل منتخب بلاده. شارك في مسابقة كرة السلة في الألعاب الأولمبية الصيفية.

## الميداليات
| الميدالية | المسابقة                             |
| --------- | ------------------------------------ |
| فضية      | بطولة أمم الأمريكتين لكرة السلة 1988 |
| ذهبية     | بطولة أمم الأمريكتين لكرة السلة 1989 |

## روابط خارجية
- رامون راموس على موقع الاتحاد الدولي لكرة السلة (الإنجليزية)
- رامون راموس على موقع كلية كرة السلة في سبورتس رفرنس.كوم (الإنجليزية)
- رامون راموس على موقع ريلجم (الإنجليزية)
- رامون راموس على موقع سبورتس رفرنس (الإنجليزية)
- رامون راموس على موقع أوليمبيديا (الإنجليزية)